# Oswald von Wolkenstein

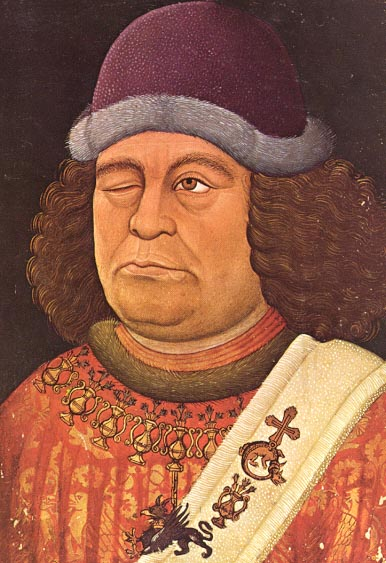
Oswald von Wolkenstein

Oswald von Wolkenstein (vermoedelijk in Kasteel Schöneck in Kiens, 1376 of 1377 — Meran, 2 augustus 1445) was een dichter, componist en diplomaat. In de laatste hoedanigheid reisde hij door een groot deel van Europa, tot Georgië (zoals verteld in "Durch Barbarei, Arabië"), en werd ingewijd in de Orde van de Draak. Hij woonde een tijd in Seis am Schlern.
Hij was lid van de familie Von Wolkenstein en een van de belangrijkste componisten van de vroege Duitse renaissance. Ook zijn de melodieën die door hem geschreven zijn van hoge kwaliteit. Er zijn drie hoofdthema's van zijn werk: reizen, God en seks.
Zijn kleinzoon Veit van Wolkenstein was in de Lage landen een korte periode heer van Purmerend.